# 京都朝鮮中高級学校
京都朝鮮中高級学校（きょうとちょうせんちゅうこうきゅうがっこう、キョトチョソンチュンゴグプハクキョ、교또조선중고급학교）は、学校法人京都朝鮮学園が運営する京都市左京区にある朝鮮学校。
日本の中学校・高等学校に相当する教育を行っている各種学校（非一条校）である。
2003年度第82回全国高等学校サッカー選手権大会に京都府代表として初出場を果たした。
映画「パッチギ！」のモデルとなった学校といわれている。

## 沿革
- 1945年 - 京都府京都市内の5ヵ所に国語講習所を設立
- 1946年 - 京都七条朝連国民学院　開校
- 1947年 - 京都朝連西陣初中等学校　開校
- 1953年 - 京都朝鮮中級学校として開校
- 1955年 - 高級部を併設し、校名を『京都朝鮮中高級学校』と改名
- 1958年 - 現在地に移転
- 1961年 - 鉄筋4階建て新校舎を落成
- 1972年 - 法人名『学校法人京都朝鮮学園』に変更
- 1979年 - 京都府が＜私立専修学校・各種学校教育振興費補助金＞支給開始
- 1982年 - 京都市が＜朝鮮学校に対する補助金＞支給開始
- 1985年 - 京都市中学校体育連盟が本校の加盟を認可
- 1988年 - 《第32回京都市市民憲章》の推薦者として中級部少年団（中級部生徒会）が表彰される
- 1990年 - 高級部に《京都府高等学校総合体育大会》参加の道が開かれた
- 1993年 - 高級部に《全国高等学校総合体育大会》参加の道が開かれた
- 1994年 - 中級部の校舎を新築、高級部の校舎を改築
- 1997年 - 中級部が全国中学校体育連盟（中体連）主催の大会参加が可能となる
- 2003年
  - 創立50周年
  - 高級部の蹴球部が《第82回全国高等学校サッカー選手権大会》京都府予選で初優勝、全国大会初出場
- 2004年 - 映画『パッチギ！』（井筒和幸監督）の舞台となる
- 2006年 - 吹奏楽部が京都府代表として第56回関西吹奏楽コンクール(関西支部大会・高校小編成の部)へ初出場し優秀賞を受賞[1]
- 2012年 - 吹奏楽部が京都府代表として第62回関西吹奏楽コンクール(関西支部大会・高校小編成の部)へ出場し銀賞を受賞
- 2018年 - 生徒が関西医科大学を受験するため入学資格審査を申し込んだ際、「各種学校は要件を満たさない」として朝鮮学校生としての受験が認められなかった[2]

## 学科
- 高級部（日本の高等学校に相当する）
- 中級部（日本の中学校に相当する）

## 高級部・クラブ活動（体育会）
- 蹴球部（Football）
- 籠球部（Basketball）
- 卓球部
- 空手部
- 柔術部（柔道）
- 陸上競技部

## 高級部・クラブ活動（文化芸術会）
- 吹奏楽部
- 声楽部
- 民族器楽部
- 舞踊部
- 美術部

## 中級部・クラブ活動（体育会）
- 蹴球部（Football）
- 籠球部（Basketball）
- 卓球部
- 空手部
- 柔術部（柔道）

## 中級部・クラブ活動（文化芸術会）
- 舞踊部
- 吹奏楽部
- 声楽部
- 民族器楽部
- 美術部

## 著名な卒業生
- 朴禎賢(PAK CHONGHYON) - テコンドー国際師範
- 韓浩康 - プロサッカー選手（K2・全南ドラゴンズ）
- 高昇辰 - プロサッカー選手（J3・ギラヴァンツ北九州）

## 生徒数
- 2010年5月の時点で235人[3]
- 2023年6月の時点で135人[4]

## 所在地
- 〒606-8282 京都市左京区北白川外山町1